# Sudak

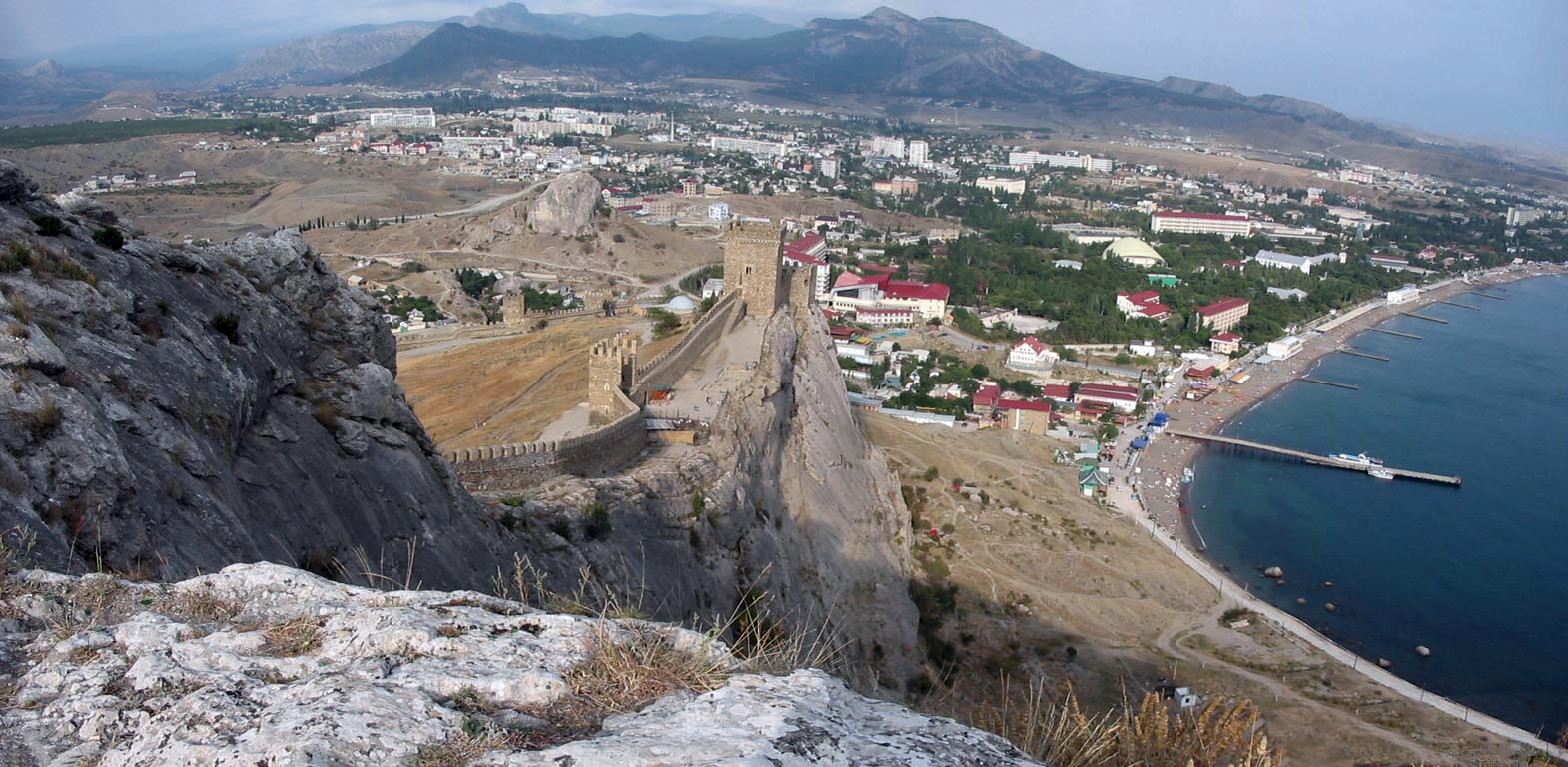
Panorama Sudaku, widok z murów twierdzy

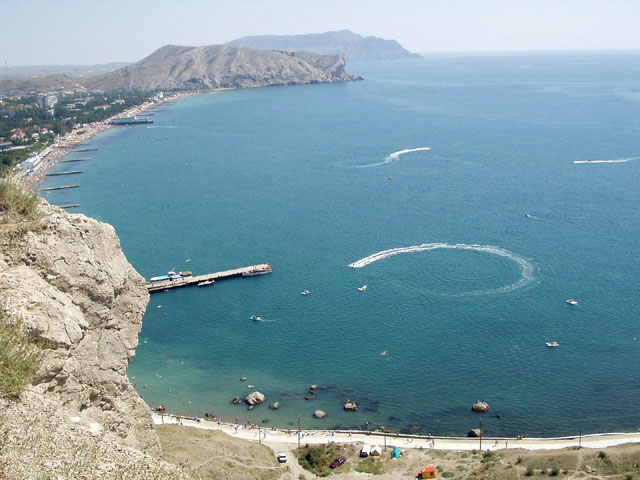
Wybrzeże Sudaku

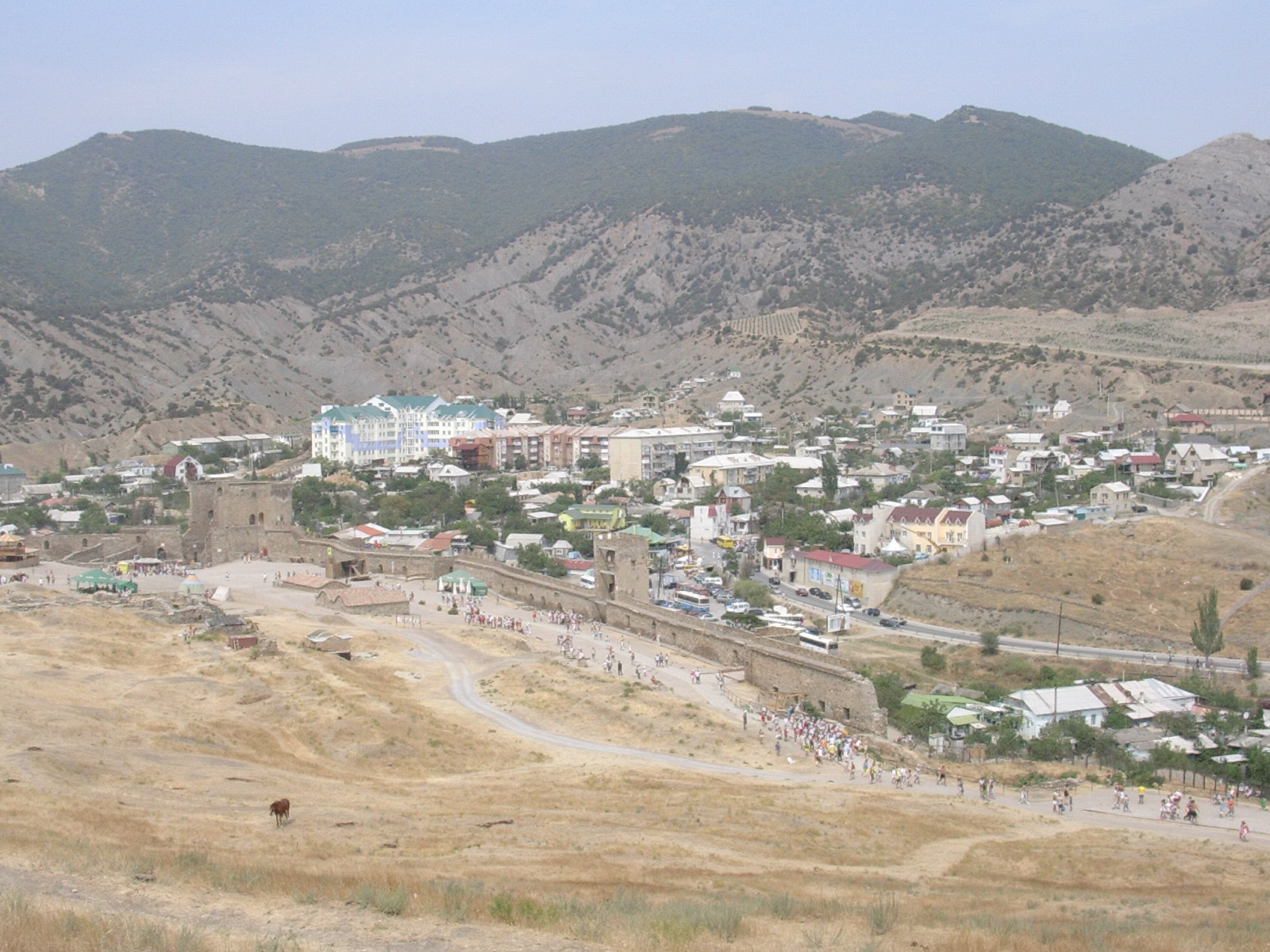
Zachodnia część miasta przy murze twierdzy

Sudak (ukr. Судак, krm. Sudaq, ros. Судак) – miasto w południowo-wschodniej części Krymu nad Morzem Czarnym.
W 2007 roku kompleks forteczny Sudaku został wpisany na ukraińską listę informacyjną UNESCO – listę obiektów, które Ukraina zamierza rozpatrzyć do zgłoszenia do wpisu na listę światowego dziedzictwa UNESCO.

## Historia
Miasto być może zostało założone w roku 212 przez Alanów na terenie greckiego Królestwa Bosporu. Port w Sudaku był największym portem na Krymie należącym do tego plemienia, a osada – ważnym ośrodkiem handlowym. Alanowie rozpoczęli też tutaj uprawę winorośli, których szczepy ściągnęli z południowej Europy. Następnie w Sudaku rządzili Bizantyjczycy, którzy na polecenie Justyniana I zbudowali tu w VI wieku zamek. W VII wieku opanowali go Chazarowie, jednak w VIII wieku był wzmiankowany jako zależny od Bizancjum.
W czasach chazarskich rozwinął się w duży ośrodek polityczny i handlowy – rezydował tutaj chazarski zarządca (tudun), a do miasta ściągnęła liczna ludność napływowa, głównie Grecy, uciekający z Bizancjum w czasach ikonoklazmu. Pod koniec X wieku miasto i port opanowali władcy Rusi Kijowskiej, nadając mu nazwę słowiańską Suroż. Miasto stało się jednym z największych ośrodków handlowych Słowiańszczyzny, pośrednicząc w handlu Rusi z Europą Zachodnią.
Epoka największego rozkwitu to przełom XII i XIII wieku, kiedy Sudak był pod władzą Połowców. Miasto stało się dużym ośrodkiem handlowym, w którym szczególną rolę odgrywał handel żywym towarem. W XIV wieku działała tutaj wenecka faktoria handlowa.
W 1365 roku władzę przejęli Genueńczycy, którzy zbudowali potężną twierdzę na nadmorskich wzniesieniach. Poza murami twierdzy znajdowało się przedmieście (borgo), które dało początek współczesnemu miastu. W okresie genueńskim Sudak (nazywany wówczas Soldają) zajmował, obok Kaffy, czołową pozycję gospodarczą i strategiczną w strukturach genueńskiej Gazarii. Według arabskiego podróżnika Muhammada Ibn Battuty, był uważany za jeden z ważniejszych portów ówczesnego świata. Władza Genueńczyków skończyła się w 1475 roku, z chwilą opanowania miasta, wówczas już ostatniego bastionu Genui na Krymie, przez Turków osmańskich.
Od tego czasu Sudak utracił znaczenie polityczne i handlowe, przekształcając się stopniowo w niewielką osadę. Nie zmieniło tego faktu przyłączenie tych obszarów do Rosji w 1783 roku. W XIX wieku był lokalnym portem i ośrodkiem uprawy winorośli. W 1804 utworzono tu pierwszą w Rosji szkołę winiarską. Rozwój miasta jako kurortu rozpoczął się na początku XX wieku wraz z budową sieci dróg do Symferopola, Teodozji i Ałuszty. W kwietniu 1918 roku Sudak był przedmiotem walk między powstańcami tatarskimi a oddziałami bolszewickiej Radzieckiej Socjalistycznej Republiki Taurydy. Przechodził kilkakrotnie z rąk do rąk podczas wojny domowej w Rosji, podobnie jak cały Półwysep Krymski, by definitywnie znaleźć się pod władzą sowiecką po klęsce Sił Zbrojnych Południa Rosji w 1920 roku. Od 1954 roku część Ukraińskiej SRR. Prawa miejskie uzyskał w 1982 roku.
W 2007 roku kompleks forteczny Sudaku został wpisany na ukraińską listę informacyjną UNESCO – listę obiektów, które Ukraina zamierza rozpatrzyć do zgłoszenia do wpisu na listę światowego dziedzictwa UNESCO.

## Kurort
Sudak jest kąpieliskiem morskim, położonym w dolinie pomiędzy górami, posiadającym liczne, pokryte drobnymi kamieniami, plaże. W obrębie miasta, na wzgórzu znajduje się główna atrakcja turystyczna miasta – twierdza genueńska. W pobliżu miasta, w Nowym Świecie (ukr. Новий Світ), znajduje się otoczona skałami Carska Plaża (ukr. Царський Пляж), dostępna tylko od morza lub poprzez wąwóz. Nazwę otrzymała w 1912 roku po wizycie u księcia Lwa Golicyna cara Mikołaja II.